# Saint-Pierre-du-Perray
Saint-Pierre-du-Perray é uma comuna francesa na região administrativa da Ilha de França, no departamento de Essonne. Estende-se por uma área de 11.59 km². Em 2010 a comuna tinha 11 037 habitantes (densidade: 952,3 hab./km²).